# 蒸水
蒸水俗称草河，为湘江支流。源出湖南省邵东市，流经衡阳市三湖镇、渣江镇、台源镇、西渡、三塘、呆鹰岭，在石鼓区汇入湘江。全长194公里，流域面积3470平方公里。年均流量60.7立方米／秒。自然落差230米，水能理论蕴藏量2.02万千瓦。